# Fallceon thermophilos
Fallceon thermophilos är en dagsländeart som först beskrevs av Mcdunnough 1926.  Fallceon thermophilos ingår i släktet Fallceon och familjen ådagsländor. Inga underarter finns listade i Catalogue of Life.